# Corda

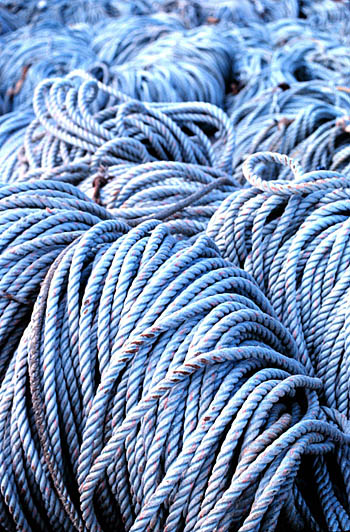
Cordame vario

La corda (dal lat. chorda, gr. khordés «corda di minugia», poi «corda» in genere), detta anche cima o fune (ma anche, cavo, cordiglio, cordone, sartia, spago, stringa, trefolo, ecc) è un fascio di fili (fibre, filamenti e filati vari) molto lunghi e flessibili, avvolti o intrecciati, capace di sopportare sforzi di trazione e dunque usata per legature, imballaggi e per sollevare, sostenere o trascinare oggetti. La corda può essere costituita in diversi modi e con materiali naturali (fibre vegetali o animali), metallici o sintetici (fibre chimiche e filati).

## La struttura
La struttura di base prevede un insieme di fili primari, che sottoposti a vari passaggi di avvolgimento e/o di trecciatura, diventano una corda. 
Se i fili sono avvolti a spirale, la corda è detta più comunemente fune o trefolo ; e in questo caso, è composta da almeno 2 fili (o corde o funi) avvolti e ritorti su se stessi (twistati), ma generalmente da 3 fili, in un trefolo (dal lat. trĭfĭdus «diviso in tre», comp. di tri- «tre» e tema fid- di findĕre «fendere, dividere»). 
Una corda presenta maggiore flessibilità, rispetto a un filo di uguale resistenza, ed offre una migliore ripartizione degli sforzi, limitando anche ad un brevissimo tratto esposto (dell’ordine del metro), la perdita di resistenza per rottura di un filo, grazie all’attrito o all’intreccio.

## La fabbricazione

### I materiali
Per fabbricare corde (non metalliche) le materie prime devono avere particolari caratteristiche di resistenza ed elasticità. Esse sono principalmente:
- la ramia
- la seta
- la canapa
- il sisal
- la iuta
- il lino
- il nylon
- il cotone

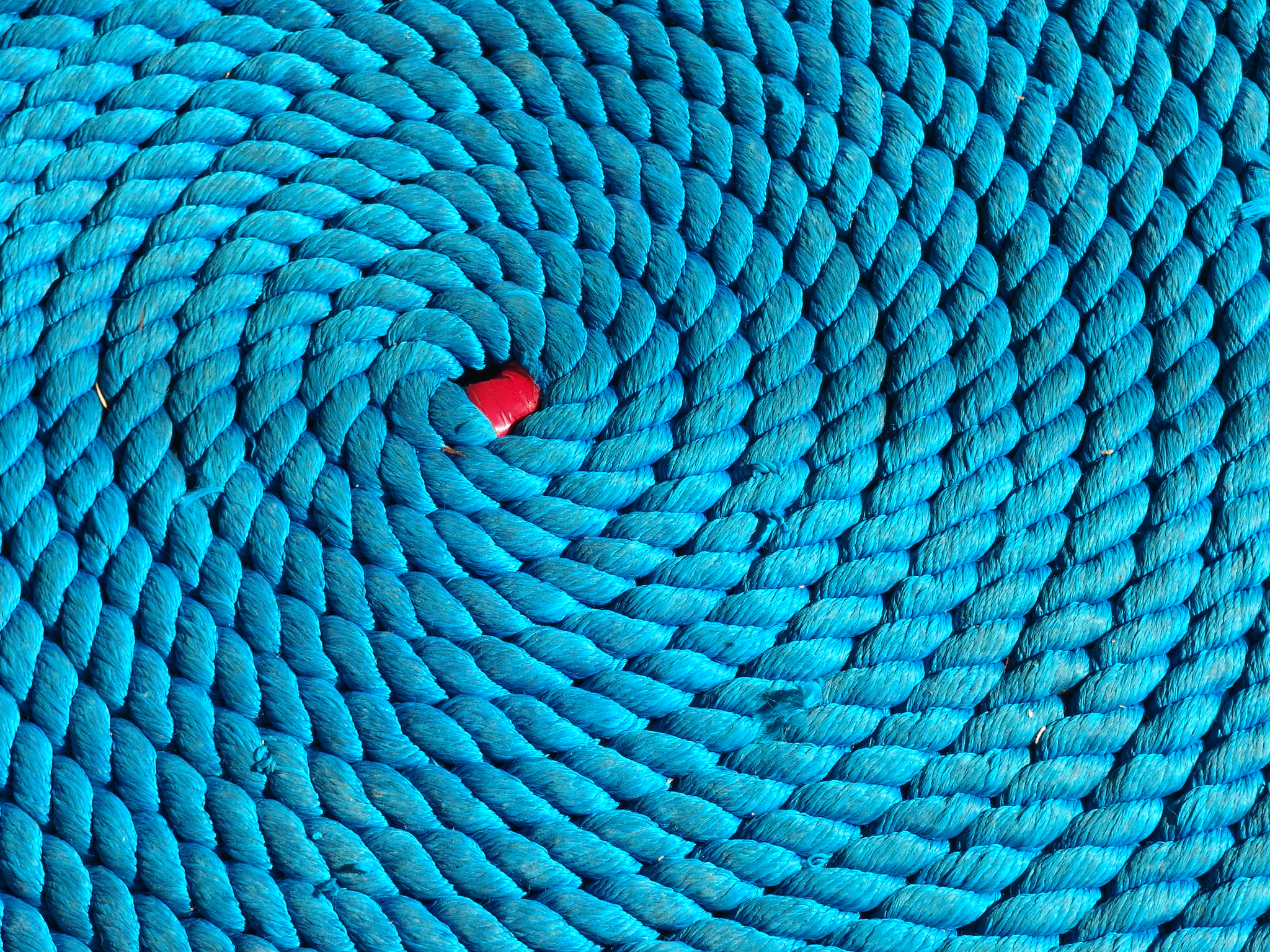

Tutte queste materie non hanno la medesima importanza: la iuta, la canapa, il lino, la seta e oggi il nylon sono le più adoperate.

### La fabbricazione a mano
Oggi la fabbricazione di corde avviene quasi esclusivamente in maniera automatica tramite appositi macchinari come commettitrici e cordatrici. Tuttavia, soprattutto presso alcuni porti, è ancora possibile trovare vecchie botteghe di artigiani che producono corde e funi con un lavoro manuale. Tali opifici per lavorare hanno bisogno di solito di molto spazio a causa del torcitoio a pedale tramite il quale si ottengono i trefoli.

### La fabbricazione automatica

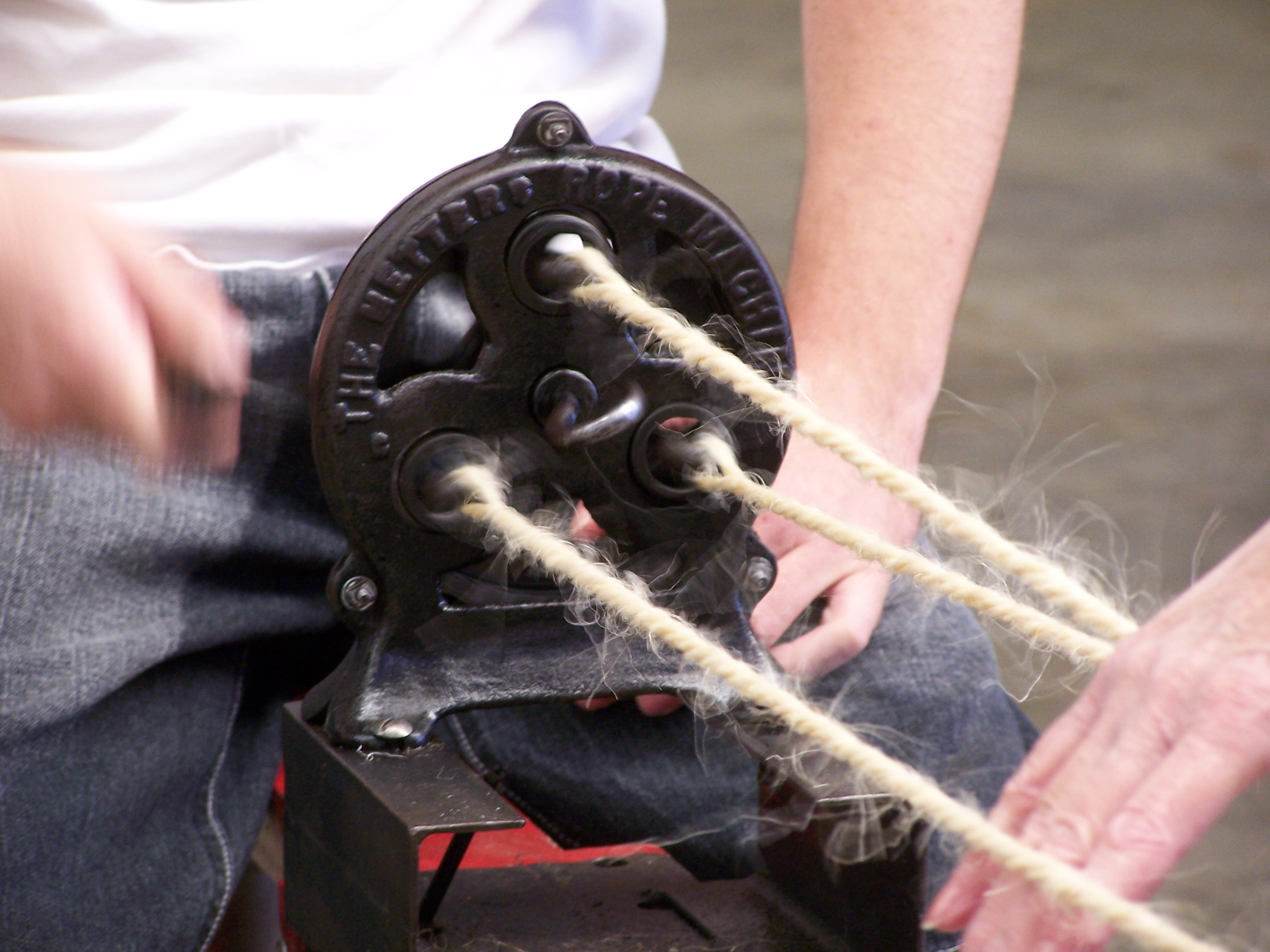
Fabbricazione con una cordatrice

Materiali comuni per la corda sono fibre naturali come canapa, canapa di Manila, lino, cotone, fibra coir, juta e Agave sisalana.
Le fibre sintetiche includono il polipropilene, il nylon, il poliestere (per esempio il PET, Polimero a cristalli liquidi, Vectran), il polietilene (per esempio il Dyneema), aramidi (per esempio Twaron, Technora e Kevlar) e poliaramidi (per esempio Dralon, Tiptolon). Alcune corde sono costruite con diverse miscele di fibre. Il Rayon è una fibra rigenerata usata per fare corde decorative.
Per quanto riguarda la fabbricazione automatica, essa può avvenire tramite più macchine collegate tra loro, ognuna delle quali ha una determinata funzione (torcitrici per la torcitura delle filacce, commettitrici per la commettitura, cordatrici per la cordatura) o tramite un unico macchinario che di solito è riservato per la costruzione di corde spesse o funi che debbono essere sottoposte ad una forte trazione. Il funzionamento di quest'ultimo tipo di cordatrice prevede l'utilizzo di bobine di fili collocate su delle alette poste orizzontalmente in numero pari a quello dei trefoli da costruire. I fili, richiamati attraverso un perno, si attorcigliano in maniera automatica tramite un sistema di rotazione continua. Per le funi ancora più grosse il procedimento si divide di solito in più fasi che prevedono l'utilizzo di macchinari mobili che riproducono in maniera automatica il lavoro tipico di intrecciamento dei fili proprio del cordaio. Per le corde a struttura piatta, i fili si sovrappongono l'uno sull'altro e quindi si cuciono. Dopo la costruzione, la corda può essere lucidata meccanicamente e spalmata con un collante speciale per renderla più resistente.

### I prodotti
I prodotti della corderia comprendono: 
- gli spaghi, costituiti da filacce semplici o ritorte a formare un trefolo, e poi lucidate
- le alzaie, formate per unione di diversi trefoli
- le corde composte e i gherlini, costituiti dall'unione di diverse alzaie

Un particolare tipo di corda è la corda costruita con intestini di animali, detta anche corda di budello. Essa viene utilizzata quando c'è bisogno della trasmissione del moto per piccole coppie, o di corde vibranti per gli strumenti musicali (per gli strumenti a percussione è più diffuso però l'utilizzo di corde metalliche). Altro tipo di corda sono i nerbi, costruiti dai tendini animali trattati con una speciale lavorazione di conceria che prevede che siano battuti e ritorti a più riprese.